# Вислиценус, Густав-Адольф
Густав-Адольф Вислиценус (нем. Gustav Adolf Wislicenus; 20 ноября 1803, Добершюц, Саксония — 14 октября 1875, Флунтерне (ныне район Цюриха), Швейцария) — немецкий протестантский богослов, пастор, один из лидеров немецких философов-рационалистов.

## Биография
Изучал богословие в университете Галле.
Заподозренный в принадлежности к демагогическому движению (Студенческая корпорация — Burschenschaft), в 1824 году он был осуждён на 12-летнее тюремное заключение, но в начале 1829 года помилован и продолжил учёбу в Берлине.
Будучи с 1841 года пастором в Галле, Вислиценус примкнул к объединению немецких рационалистов «Друзья Света» («протестантские друзья») и в сочинении «Ob Schrift, ob Geist» (Лейпциг, 1845) изложил свои взгляды, расходившиеся с учением Евангелической церкви, за что в 1846 году был лишён места.
Весь процесс по этому делу он сам описал в работе «Die Amtsentsetzung des Pfarrers W. in Halle» (Лейпциг, 1846). После этого стал проповедником «свободных общин» (freie Gemeinden) и вскоре опять подвергся преследованию за сочинение «Die Bibel im Lichte der Bildung unserer Zeit» (Лейпциг, 1853).
В сентябре 1853 года он был осуждён к двухлетнему тюремному заключению, но бежал в Америку. Проповедовал в Бостоне и Нью-Йорке в 1854 году, в том же году основал школу в Хобокене, Нью-Джерси. В 1856 году возвратился в Европу и основал в Цюрихе учебно-воспитательное заведение; написал свою основную работу «Die Bibel, für denkende Leser betrachtet» («Библия для вдумчивых читателей» (Лейпциг, 1863—1864, 2-е изд. 1866).
Его сын химик Йоханнес Вислиценус.

## Избранные сочинения
- Ob Schrift? Ob Geist? (Лейпциг, 4-е изд. 1845)
- Nachrichten uber die freie Gemeinde in Halle (Халле, 1847).
- Beitrage zur Forderung der Religion der Menschlichkeit (там же, 1850).
- Aus Amerika (Лейпциг, 1854).
- Gegenwart und Zukunft der Religion (Лейпциг, 1873).